# Adelheid Netoliczka-Baldershofen
Adelheid Netoliczka-Baldershofen (bis 1919 Netoliczka von Baldershofen; * 23. April 1875 in Deutschlandsberg, Steiermark; † 8. Dezember 1958 in Graz) war eine österreichische Altphilologin, Archäologin und Bibliothekarin.
Netoliczka schloss 1893 ihre Schulzeit am Mädchenlyzeum in Graz ab und legte 1903 die Reifeprüfung ab. Danach studierte sie Archäologie und Klassische Philologie an der Universität Graz, wo sie 1910 bei Hans Schrader und Heinrich Schenkl mit einer Dissertation zu Studien zur griechischen Tracht promovierte. 1917 trat sie in die Hofbibliothek in Wien ein. 1921 wechselte sie an die Universitätsbibliothek Graz, wo sie bis zu ihrer Pensionierung 1946 wirkte. Sie publizierte unter anderem drei umfangreiche Artikel in Paulys Realencyclopädie der classischen Altertumswissenschaft und zwei Artikel in den Jahresheften des Österreichischen Archäologischen Instituts in Wien.
Am 20. Mai 1938 beantragte sie die Aufnahme in die NSDAP und wurde rückwirkend zum 1. Mai desselben Jahres aufgenommen (Mitgliedsnummer 6.302.726).